# جینسکی‌کوگن، هیروشیما
جینسکی‌کوگن، هیروشیما (به لاتین: Jinsekikōgen, Hiroshima) یک منطقهٔ مسکونی در ژاپن است که در استان هیروشیما واقع شده‌است. جینسکی‌کوگن ۱۲٬۴۶۴ نفر جمعیت دارد.